# Henri Schmitt

Henri Schmitt (1971)

Henri Schmitt (* 23. Mai 1926 in Plainpalais (heute Genf); † 5. März 1982 in Le Grand-Saconnex; reformiert, heimatberechtigt in Delsberg, ab 1935 auch in Genf) war ein Schweizer Politiker (FDP).

## Biographie
Henri Schmitt wurde als Sohn des Bankangestellten Georges Schmitt und der Russin Marie geborene Guvenius geboren. Nach den Schulen schloss er ein Studium der Rechte an der Universität Genf ab, erwarb 1949 das Anwaltspatent und eröffnete 1951 eine eigene Praxis. Er war Präsident der Schweizer Jungfreisinnigen, dann von 1957 bis 1965 freisinniger Genfer Grossrat und von 1965 bis 1977 Staatsrat (1965 bis 1973 Vorsteher des Justiz- und Polizei-, 1973 bis 1977 des Volkswirtschaftsdepartements). Von 1963 bis 1975 vertrat er seine Partei im Nationalrat. Von 1968 bis 1974 war er Präsident der FDP Schweiz und von 1972 bis 1976 Mitglied der Parlamentarischen Versammlung des Europarats.
Schmitt schuf 1971 das Genfer Verwaltungsgericht sowie 1976 das Genfer Amt zur Förderung der Industrie und präsidierte die Finanzdelegation der Eidgenössischen Räte. Als einziger offizieller Bundesratskandidat unterlag er 1973 in der Wahl Georges-André Chevallaz. Er zog sich danach mehr und mehr von der Politik zurück und legte im Jahr darauf das Amt des Präsidenten der FDP nieder. Schmitt reichte im Nationalrat die erste Motion für das Frauenstimmrecht ein.
Der aus bescheidenen Verhältnissen stammende Schmitt galt als konzilianter Politiker, der mit seinen Sprachkenntnissen eine Brücke zwischen deutscher und französischer Schweiz schlug, anderseits bei gewalttätigen Demonstrationen aber rigoros vorging, was zum Scheitern seiner Bundesratskandidatur beigetragen habe.

## Mandate
Schmitt fungierte als Wirtschaftsanwalt zwischen China, den Golfstaaten und der Schweiz. 1965 war er Präsident der Chantiers de l’Eglise.
Nachdem er bereits Präsident der Genfer Sektion des Schweizerischen Zivilschutzverbandes gewesen war, wurde er 1974 als Nachfolger von Leo Schürmann zum Präsidenten des gesamtschweizerischen Verbandes gewählt. Er übte das Amt bis 1977 aus.
Er war zuletzt Präsident der Verwaltungsräte der SA de la Tribune de Genève (seit 1978), der Total (Schweiz) S.A., der Giovanola Frères SA, Monthey, der Carrefour de l’amitié (Suisse), Vizepräsident des Verwaltungsrates der J.-Ed. Kramer S.A. (SSGI) und Mitglied der Verwaltungsräte der Hypothekarbank des Kantons Genf, des Port Franc de Genève S.A., der Compagnie d’investissements SA Genève, der Shakarchi AG und der Société Metna S.A./Masis Joaillier.

## Ehrungen
Zu seinen Ehren benannte der Genfer Staatsrat eine Sackgasse des chemin Edouard-Sarasin in chemin Henri-Schmitt.

## Privates
Er war mit der Anwältin Hilde Maerki verheiratet und hatte mit ihr zwei Töchter, Karin und Evelyn. Er war Freimaurer und unterhielt bis zuletzt Beziehungen zur protestantischen Kirche Genfs und zu protestantischen Kreisen in den Vereinigten Staaten von Amerika. Er war Mitglied der Société littéraire von Genf.